# Nishikawa Sukenobu
Pour les articles homonymes, voir Nishikawa (homonymie).
Nishikawa Sukenobu est un nom japonais traditionnel ; le nom de famille (ou le nom d'école), Nishikawa, précède donc le prénom (ou le nom d'artiste).
Nishikawa Sukenobu (西川 祐信, 1671-v. 1750, possiblement le 20 août,), dont le nom d'artiste est Sukenobu, est un artiste japonais de l'estampe et de la peinture ukiyo-e. Il acquit sa célébrité, depuis Kyoto et Osaka, par l'excellence de sa peinture, mais aussi en raison de sa production très abondante et de très haute qualité dans le domaine du livre illustré, ehon. Il inaugure une nouvelle image de la femme aux traits plus doux que chez ses contemporains, vêtue de somptueux kimonos dont il a créé les motifs à la demande de teinturiers renommés. Son influence se manifeste chez plusieurs contemporains et dans les générations suivantes, dans les figures féminines de Suzuki Harunobu et jusqu'à Kitagawa Utamaro.
Il a publié, en 1738, un écrit sur la peinture le Gahō sishikihō, « Méthode de la peinture. Méthode des couleurs ».

## Vie et œuvre
Nishikawa Sukenobu est un artiste de la région de Kyoto et Osaka (Kamigata), ce qui en fait un cas particulier dans le monde de l'ukiyo-e, car la plus grande partie de ces artistes travaillaient à Edo. Son nom d'artiste a d'abord été Jitokusai Bunkado, même si on le connait sous celui de Sukenobu.
Sa vie, qui s'achève à Osaka, est particulièrement longue et bien remplie par une production considérable ; il aurait concouru à la réalisation de 200 livres illustrés. Il a composé d'innombrables sujets avec les motifs les plus variés : jeunes femmes, scènes de la vie quotidienne, albums érotiques, événements contemporains ainsi que des contes et légendes historiques et un manuel épistolaire pour dames. Il réalisa des peintures sur soie et publia des écrits sur la peinture.

### Peinture
Il étudia la peinture avec Kanō Einō (en) (de l'école Kanō)  puis avec le peintre de l'école Tosa, Tosa Mitsusuke (en) (1675-1710). Cela dit, pour un peintre spécialisé dans la conception d'albums illustrés, le fait de s'être formé dans le cercle de la peinture de cour ou de la peinture aristocratique n'a rien d'étonnant, c'est le cas d'un grand nombre de peintres de l'ukiyo-e. Les livres illustrés de Yoshida Hanbei (act. 1665-1688) ont pu lui servir de référence initiale, on peut y voir une grande proximité stylistique. Ses premières œuvres signées apparaissent en 1708, mais il est généralement accepté qu'il aurait publié des dessins non signés pour des livres au moins dès 1699, une fiction illustrée connue en tant que ukiyo zōshi (« Notes sur le monde flottant ») et yakusha hyōbanki (« Critiques d'acteurs »). Il a fondé une école qui s'est hissée rapidement au niveau des meilleures d'Edo. Dans ses écrits sur la peinture il se situe dans le style Yamato et prône la valorisation du patrimoine artistique japonais, tant littéraire que pictural.

### Portraits féminins
Les éditeurs de Kyoto rivalisaient ou collaboraient pour la publication du Ehon Asaka-yama (« Livre illustré du mont Asaka »), mais c'est celui qui l'a publié, Kikuya Kihei, qui est devenu son principal sponsor. Celui-ci a publié 21 de ces livres illustrés entre 1729 et la mort de l'artiste en 1750. Il a acheté les droits pour d'autres livres et les a ré-imprimés encore longtemps après. Les portraits féminins du Ehon Asaka-yama sont considérés comme les plus importants des bijin'ga de Sukenobu. Il semblerait qu'il en existe au moins deux versions, la première (de 1739) avec 24 planches, la seconde avec le même colophon (note finale) mais avec une préface et six planches placées en tête de l'ouvrage. Le titre fait allusion au parfum puissant des beautés féminines contenues dans le livre.

### Livres érotiques
Sur la quarantaine, environ, de ses livres érotiques un seul a été censuré. Non pour cause d'obscénité mais parce qu'il semble avoir été contraire à l'ordre social. L'album a disparu, mais il s'agirait d'une version érotique de son Hyakunin jorô shinasadame (« Comparaison des qualités de cent femmes »). Lequel présentait un choix qui allait des impératrices et des femmes de la cour, aux courtisanes des « maisons vertes » et jusqu'aux prostituées des rues. C'est ce rapprochement qui était inconvenant. Le contrôle gouvernemental a touché, en fait, peu de publications, qui s'écoulaient de manière clandestine, quoique diffusées très largement mais de manière anonyme ou sous des noms d'emprunts. Largement diffusés ceux de Sukenobu ont connu un succès durable. Harunobu en a réinterprété certaines planches.

### Catalogues de décors pour kimonos
Les plus grands soyeux de Kyoto ont demandé à Sukenobu des modèles de décor de kimonos (plus exactement de kosode). Celui-ci a publié à leur intention plusieurs livres illustrés de motifs (hinagata bon). À cette époque les kosode, de soie, sont souvent décorés de motifs au pochoir (katakanoko), et pour les plus luxueux de broderies de fils d'or et d'argent. Le premier hinagata bon (livre de motifs) avait été publié en 1666  et à partir de 1680 ils sont recherchés. Dès 1713 dans Shōtoku inagata (« Motifs de l'Ère Shōtoku »)  Sukenobu ne présente pas ses modèles comme un patron mais comme un vêtement porté par une jolie fille, suivant, en cela, le procédé de Moronobu. La technique de teinture employée pour décorer ces kimonos est le yūzen, qui repose sur la possibilité d'effectuer une peinture sur soie, le pinceau traçant "à la colle" les limites des zones à colorer. Le livre est divisé en sections correspondant à des styles « ciblés » sur une certaine clientèle. Dans son Sanjūni-Sō Sugata Kurabe, Jochū Kyōkun Shina-Sadame (approx. « Trente deux notes pour le savoir-vivre au féminin ») de 1717, il les accompagne d'un petit conseil calligraphié - ou plus exactement d'une « instruction » se référant aux règles de la société bouddhiste. Dans les années qui suivent la demande augmente, et la dernière page de Ehon ike no kokoro peint par Sukenobu et édité par Kikuya Kihei en 1740, comporte une liste d'ouvrages de ce type réalisés par Sukenobu, et d'autres par un certain Nonomura. Ces livres servaient aux fabricants comme source de motifs et aux marchands de kimonos comme catalogue. La construction d'un vêtement, les couleurs, la composition et les motifs décoratifs indiquaient le sexe, la profession et le statut de l'utilisateur.

### Encyclopédie
Par ailleurs Sukenobu a illustré entièrement le Ehon Yamato hiji, une sorte d'encyclopédie à la gloire du Japon traditionnel, en dix tomes, avec des paysages célèbres, des héros et de grands personnages historiques.

## Style

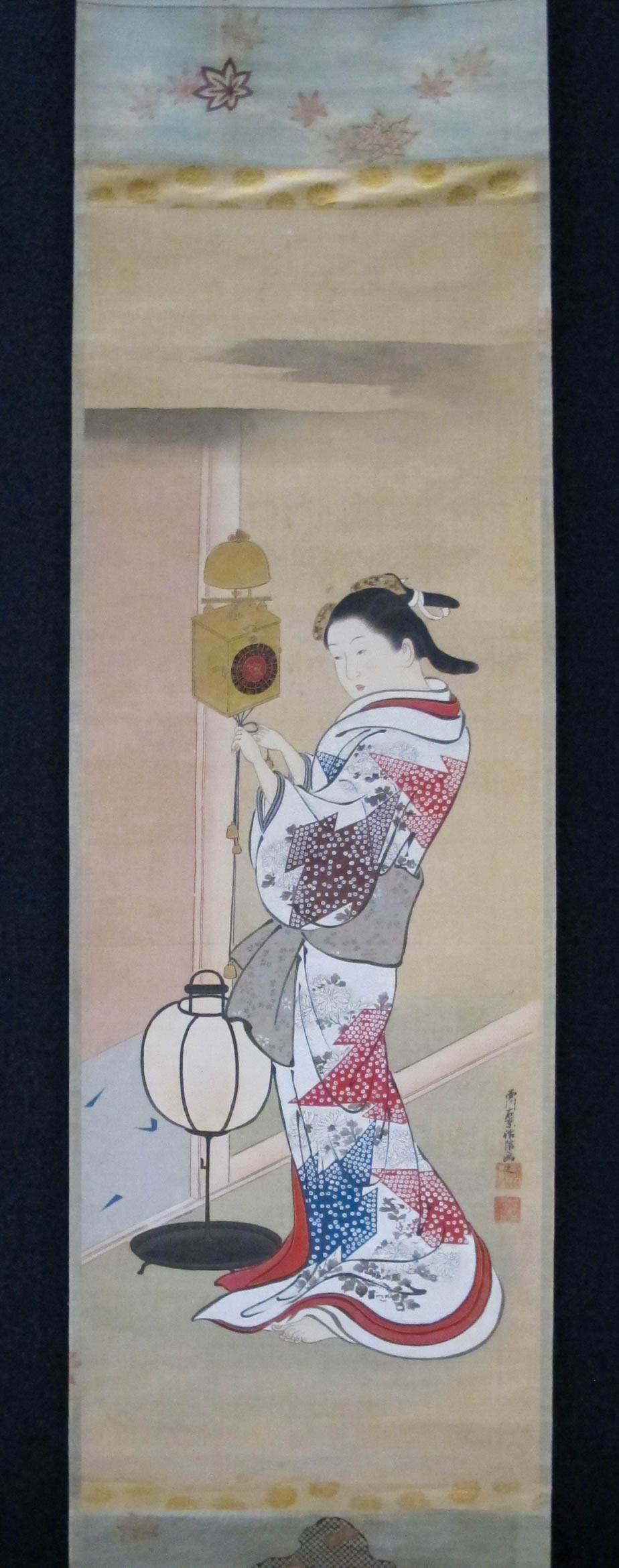
La belle à l'horloge. Encre et couleurs sur soie. Musée national de Tokyo

### Un nouvel idéal de corps féminin
Il introduit progressivement, mais surtout à sa maturité, une révolution stylistique dans le traitement du corps humain, plus précisément en ce qui concerne l'image de la femme. Celle-ci apparait dans un raffinement de détails et d'élégance dans le trait, radicalement nouveau ; il suffit pour s'en convaincre de comparer son dessin des mains et des pieds, aux phalanges soigneusement dessinées, avec celui de ses prédécesseurs. Ayant étudié la figure féminine et les tissus à motifs, il a composé un nouveau type féminin au visage plus doux, expressif et à la silhouette plus fragile. Aves ses jeunes femmes, élégantes et bien souvent rêveuses, il se détache radicalement du modèle des estampes de  Masanobu (1686-1764) aux corps solides et bien moins détaillés. Dans ses livres érotiques shunga peints à la main (éditions de luxe), les nus féminins sont toujours très pâles, alors que les nus masculins ont une couleur plus chaude et l'anatomie est traitée d'une manière plus réaliste que chez les autres peintres de shunga. Pour représenter le corps il se tient entre la référence aux solutions anciennes et une attention à la nature observée. Il reflète aussi l'évolution de la société dans la première moitié du XVIIIe siècle : « Sukenobu représente des relations sexuelles impliquant samouraïs et membres de la bourgeoisie sur un plan d'égalité, une mixité sociale autrefois inenvisageable ».

### Principes esthétiques
Outre un certain nombre de peintures remarquables par leur grâce et leurs couleurs chaleureuses, il réalise quelques estampes d'acteurs mais ce sont ses livres illustrés qui font circuler son nouveau style. Son Hyakunin joro shinasadame (Cent femmes classées en fonction de leur rang) est censuré car l'artiste avait eu l'audace de mêler dames de la cour et prostituées. Publié en deux volumes en 1723, il présentait ces femmes dans des scènes composées, l'impératrice, des femmes de haut rang, des femmes au travail et des prostituées.
Son style est aisément reconnaissable grâce à l'aspect des jeunes filles qu'il dépeint d'un pinceau extrêmement précis, dans des poses toujours gracieuses et naturelles, parfois avec l'ombre d'un sourire, et vêtues de kimonos splendidement ouvragés. En cela comme dans la composition ou dans son trait de pinceau il rencontre les idées des philosophes et poètes de son temps, qui se réfèrent aux mêmes conceptions : « éviter les erreurs qu'entraine une observation qui se fie sans réserve aux exemples anciens » ou avoir « une préférence démesurée pour les exemples pris sur le vif, qui va à l'encontre de la méthode de la peinture ». En un mot « éviter le vulgaire », la vulgarité ne résidant pas dans le sujet mais dans son traitement.

#### Gahō sishikihō, « Méthode de la peinture. Méthode des couleurs », 1738
Dans cet ouvrage théorique illustré Sukenobu aborde la formation, les méthodes et les valeurs artistiques comparées en Chine et au Japon. Et son petit ouvrage propose même des illustrations qui pourraient servir de modèle à un étudiant.
D'abord apprendre la calligraphie. Mais se choisir un maître qui soit aussi habile en peinture, et que l'on apprécie. Se concentrer sur la vigueur du pinceau et le lavis d'encre. Ensuite apprendre le tracé du dessin. Pour cette étude la vigueur du pinceau doit correspondre à l'objet. Ainsi, on n'utilise pas le pinceau de la même manière pour manifester la puissance du dragon et pour la masse imposante des montagnes. Cela dit, on veillera à éviter les détails, dépourvus d'« esprit », on pourrait peut-être dire « d'attention à la chose représentée ». En effet pour se dégager d'une étude trop minutieuse, simplement attachée aux formes il faut en approcher « le mystère profond ». Lequel se manifeste ainsi : « à la végétation, à la figure humaine ou à toute autre chose représentée en peinture s'applique ce qu'on appelle le jeu du yin et du yang (versant ombré, versant ensoleillé) ». Quand on trace le volume d'un arbre, par exemple, la surface appartient à l'élément yang et les feuilles du dessous à l'élément yin. Pour la figure humaine cela s'applique autant au corps qu'à l'étude des draperies. Et il faut faire preuve de nuance dans les pleins et les déliés, autant que dans l'usage de l'alternance du yin et du yang. Il insiste sur le fait de ne jamais tomber dans le vulgaire. La vulgarité consiste autant à laisser passer des fautes de proportions qu'à ne pas représenter les différents plans dans l'espace, le volume des objets et des corps par la méthode du yin et du yang (donc de l'ombre et de la lumière par le simple trait nuancé). Pour lui la méthode « sans trace de pinceau » est à proscrire. Le trait doit donc présenter des nuances entre « le léger et l'appuyé, le plein et le délié ». Si tout cela s'applique à la peinture de style Yamato (en couleurs et or), cela s'applique d'autant plus au lavis d'encre et au trait cursif.
Le tracé doit surmonter l'effet qu'il associe à l'ombre portée (« ombre » au sens chinois de ying, japonais ei). Lorsque l'on trace, c'est comme si l'on suivait le tracé d'une ombre portée. Or il faut prévoir la déformation que produirait un trait qui ignorerait de distinguer le proche du lointain, en particulier pour les branches des arbres, les feuilles des plantes, la face visible de la face cachée, le haut du bas.
Dans la pratique de la peinture, tout est digne d'être étudié. Il faut aussi étudier les anciens peintres, mais les choisir de types différents. Sukenobu précise sa pensée en plusieurs occasions. D'une part il se réfère à la peinture chinoise ancienne – des peintres qui ont été abondamment copiées : Zhao Mengfu, Yang Wujiu, Wang Wei, ou comme Wu Daozi. Mais ceux-ci s'avèrent apparaitre en tant que contre-exemples. Zhao Mengfu et Yang Wujiu parce qu'ils sont connus en tant que peintres spécialisés, de chevaux ou de pruniers. Or, il est nécessaire de multiplier les sujets, sans limiter son étude à un seul type de sujet. Wang Mojie relève d'une autre catégorie : ceux qui donnent de mauvais exemples. En l'occurrence le fait de « tracer le cours de quatre saisons sur une seule feuille ». Ou lorsque les bons modèles ont été mal copiés : des peintures de style « rouge et bleu » recopiées en « vert et bleu », par exemple. Les anciens (peintres chinois) ne doivent pas être étudiés sans réserve. Mais les peintres japonais ne doivent pas prendre pour seuls modèles des peintures chinoises. S'il faut multiplier les sujets, il faut aussi aller voir plusieurs types de maîtres anciens, et pas seulement la peinture chinoise. Tout un courant de la peinture japonaise se plait à illustrer les grands textes de la culture japonaise : les poésies kasen, le Gengi monogatari, l'Ise monogatari, « ou encore des documents sur la fondation des monastères ». Ce courant cherchant d'abord à restituer l'ambiance de ces textes anciens, le matériau pictural est donc parfois différent de celui des autres écoles. Sukenobu ne précise pas ce qu'il entend par ces « autres écoles ».
« Dans le style Yamato tout doit obéir à une idée maîtresse ». On ne peut se permettre le moindre arbitraire, comme on se le permet dans les ornements d'habits. Par contre on risque de tomber dans la vulgarité à trop s'attacher à reproduire la vie, sans intégrer « le principe naturel qui fonde l'apparition dans le monde de toutes les choses ».
Enfin Sukenobu le dit clairement : entre toutes [les peintures qui pourraient servir de référence, dont la peinture chinoise] « J'ai choisi la peinture de style Yamato ». Il joint le geste à la parole en reproduisant des « hauts faits du passé », des paysages, des plantes, des arbres du Japon, « afin de constituer un ouvrage de référence ». Et il fait remarquer que le procédé de représentation de l'espace chinois, qui introduit des ruptures d'échelle en fonction de la distance, n'est pas celui qui a cours au Japon où les figures et l'architecture sont toujours tracés à la même échelle. Une pratique dont il pense le plus grand bien.

### Le noir de la gravure et, parfois, les couleurs au pinceau

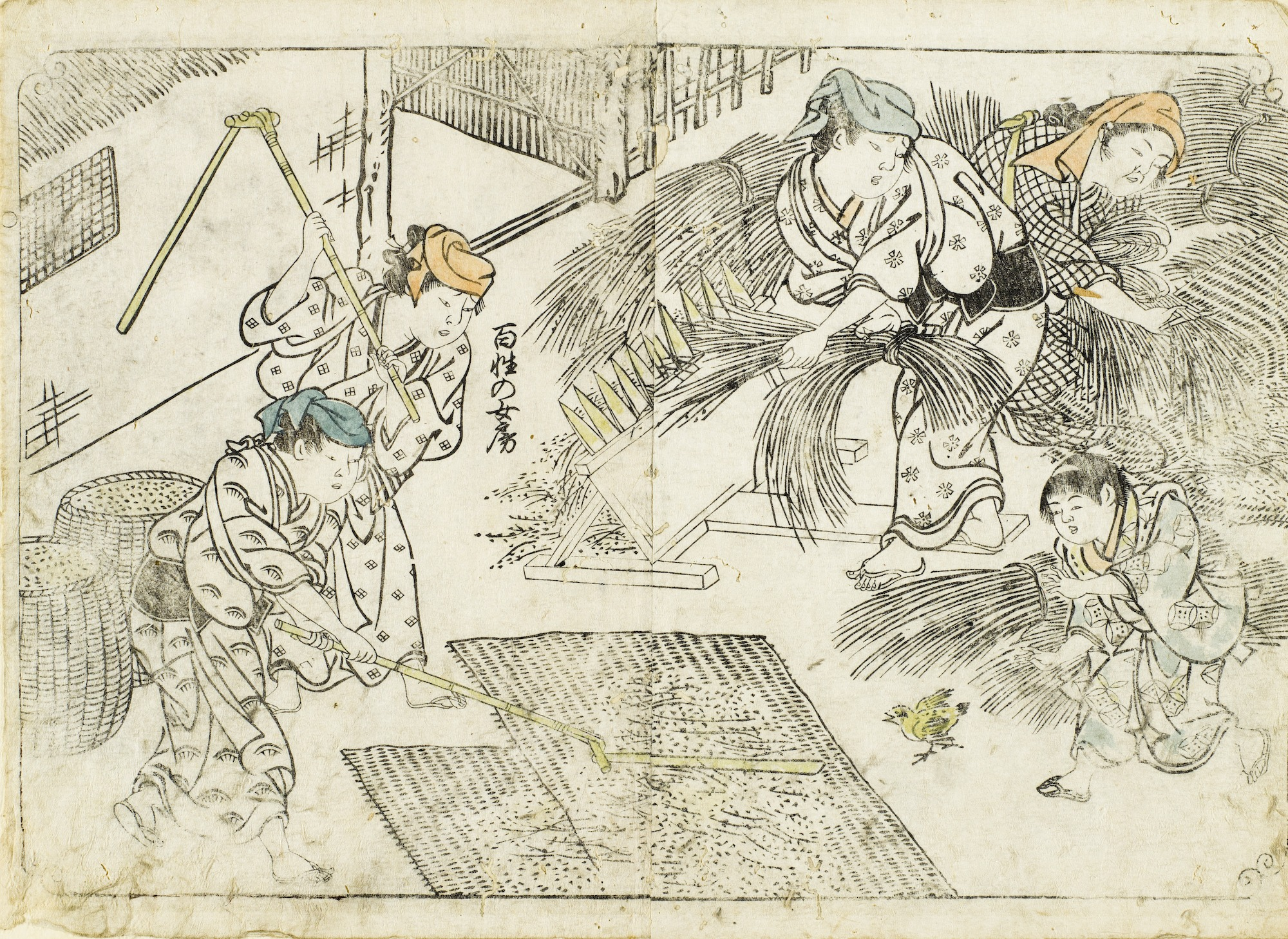
Le battage du riz. Double page d'album, couleurs peintes à la main. LACMA

Sukenobu intègre plusieurs procédés des estampes japonaises. En tant que peintre pour la gravure de livres illustrés il donnait à graver ses peintures, exécutées avec de simples traits de pinceau à l'encre noire. Suivant la pratique traditionnelle des estampes japonaises à cette époque les gravures sont de type sumizuri-e (墨摺り絵, « dessins imprimés à l'encre »). Ses livres illustrés sont donc toujours en noir et blanc, en une seule impression monochrome à l'encre noire, sauf exceptions. Car il existe des exemplaires colorés à la main, et détachées du livre. Ceux-ci semblent avoir été destinés à être des feuillets libres. La majorité d'entre eux, qui présentent des couleurs assez brutalement passées, auraient été confiés par l'éditeur à des coloristes amateurs pour un faible salaire. Quelques exemplaires ont eu un sort plus favorable, peut être destinés au bureau de l'éditeur. Les spécialistes qui préfèrent les épreuves sans couleur ajoutée semblent majoritaires. Une reproduction en couleurs de la première planche d'une suite shunga, daté v. 1710, montre l'usage que l'on pouvait faire de ces couleurs passées au pinceau. Les a-plats y sont de différents tons dans chaque gamme de couleurs (ici la couleur rouge à l'onde de plomb, tan, produit plusieurs tons plus ou moins intenses), et des rehauts de blanc ont été posés sur certains de ces a-plats. Tout cela produit une image rare et précieuse où la couleur apporte des subtilités que la seule composition du noir et blanc ne permettait pas.

## Influence
Il a pour élève, entre autres, Ooka Michinobu, au sein de son école. À Kyoto même, le style qui avait été celui de Sukenobu s'est perpétué jusqu'en 1787 dans l'œuvre de Tsukioka Settei, et ce dernier eut une influence certaine, comme Sukenobu, sur le style de Suzuki Harunobu (v. 1725-1770). La réputation de Sukenobu, probablement par la diffusion de ses livres illustrés, gagne Edo et son influence est visible sur l'évolution des livres illustrés de Okumura Masanobu (1686-1764) ainsi que sur Harunobu et Katsukawa Shunshō (1726-1793). Son héritage se retrouve jusque dans l'œuvre de  Utamaro (v. 1753-1806) et Chōbunsai Eishi (1756-1829).

## Galerie

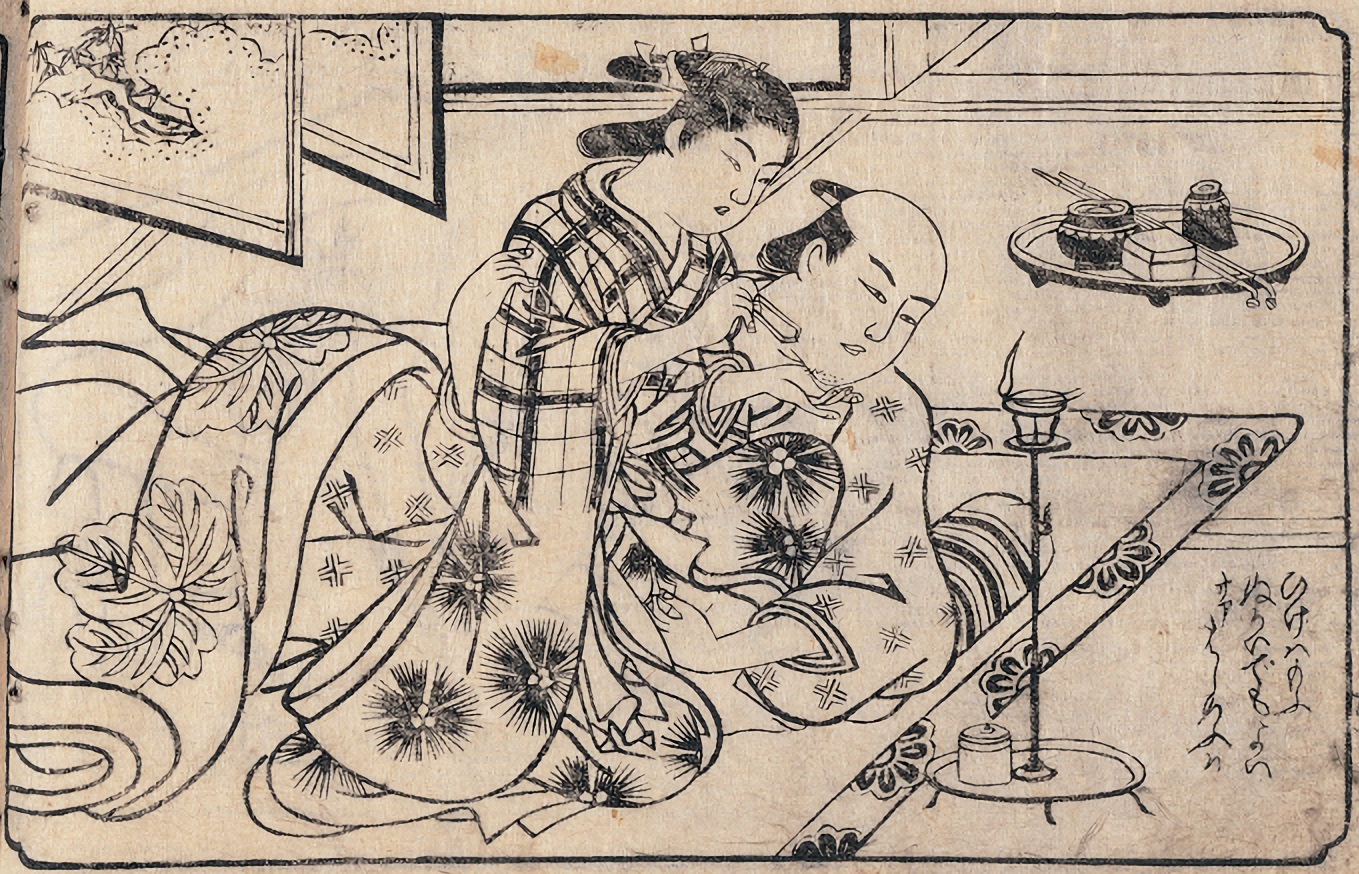
Fūryū irogai awase (Comparaison de coquillages colorés à la mode), qui dépeint des liaisons amoureuses clandestines. Gravure sur bois (sumi-e). 1711.
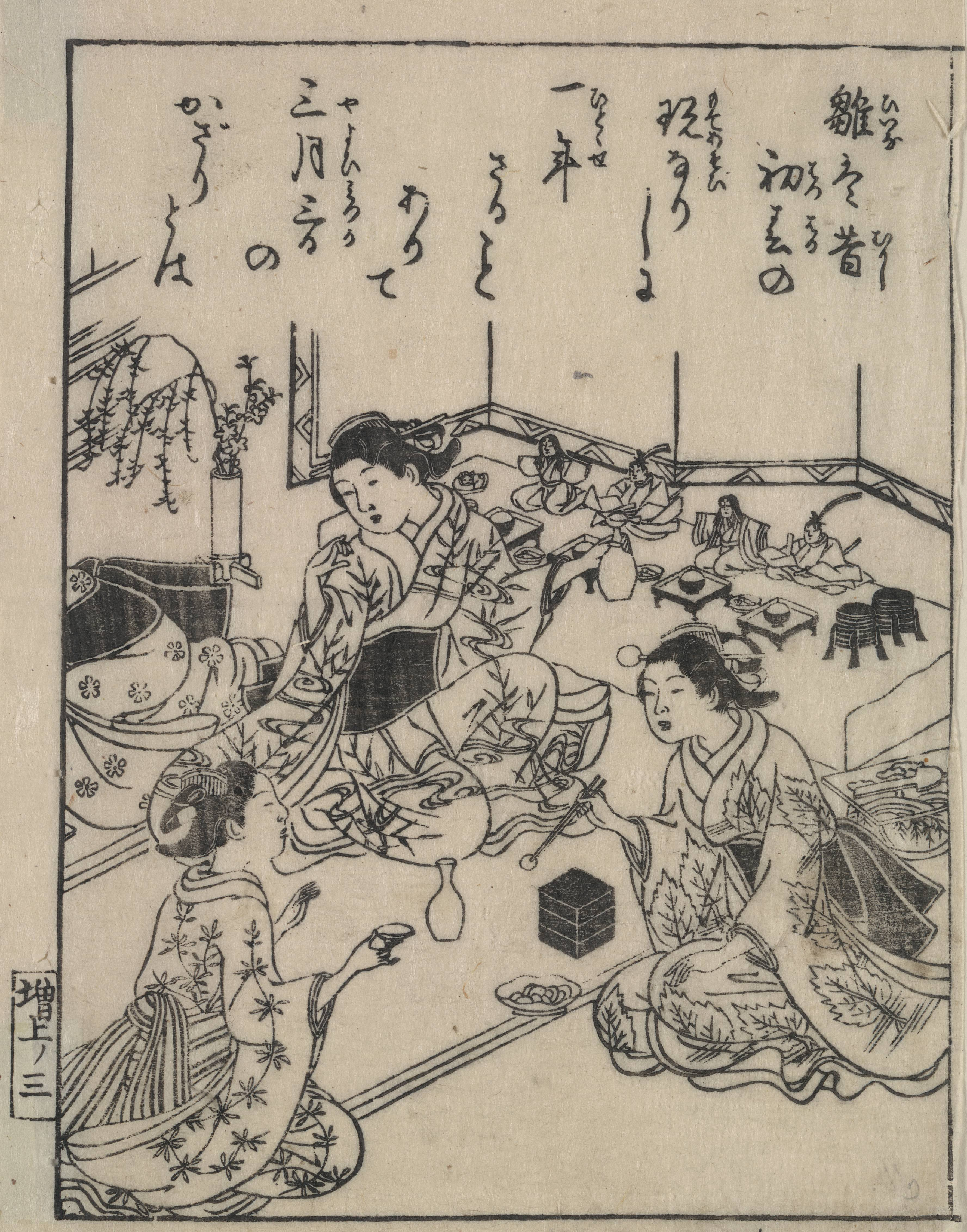
La Cérémonie de la poupée. Gravure sur bois, 21,8 × 15,2 cm., tirée de Ehon masukagami  (Livre illustré du miroir brillant). Entre 1716 et 1736. Library of Congress
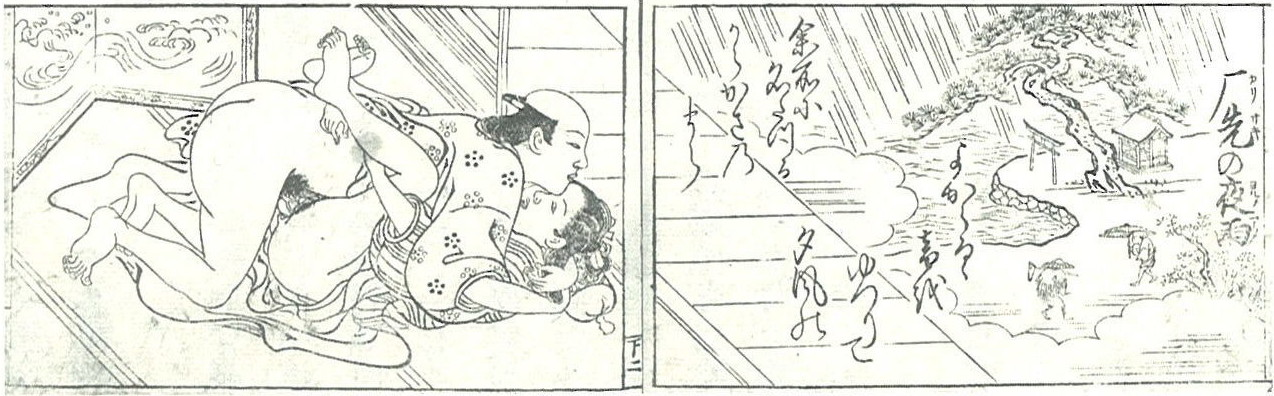
Pages 7–8 du dernier volume de Fūryū iro hakkei (Huit vues érotiques élégantes). 1715 ou 1722
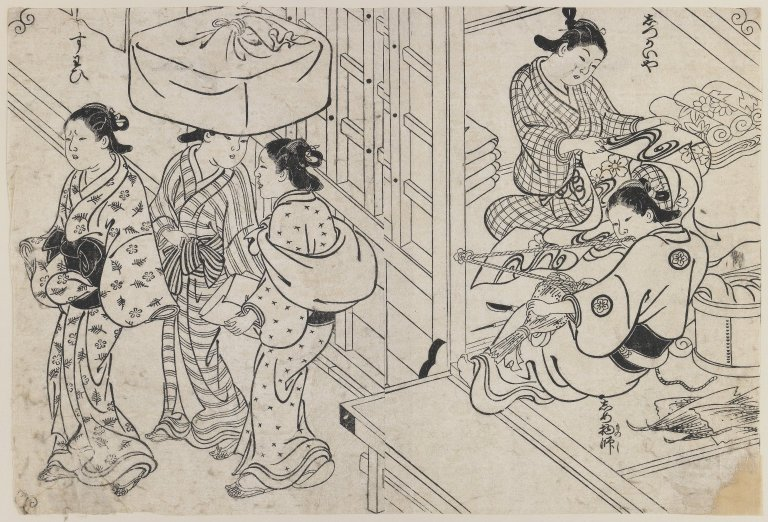
Femmes préparant un brocart. Gravure sur bois (sumi-e), 35,2 × 23,8 cm. Entre 1726 et 1740. Brooklyn Museum
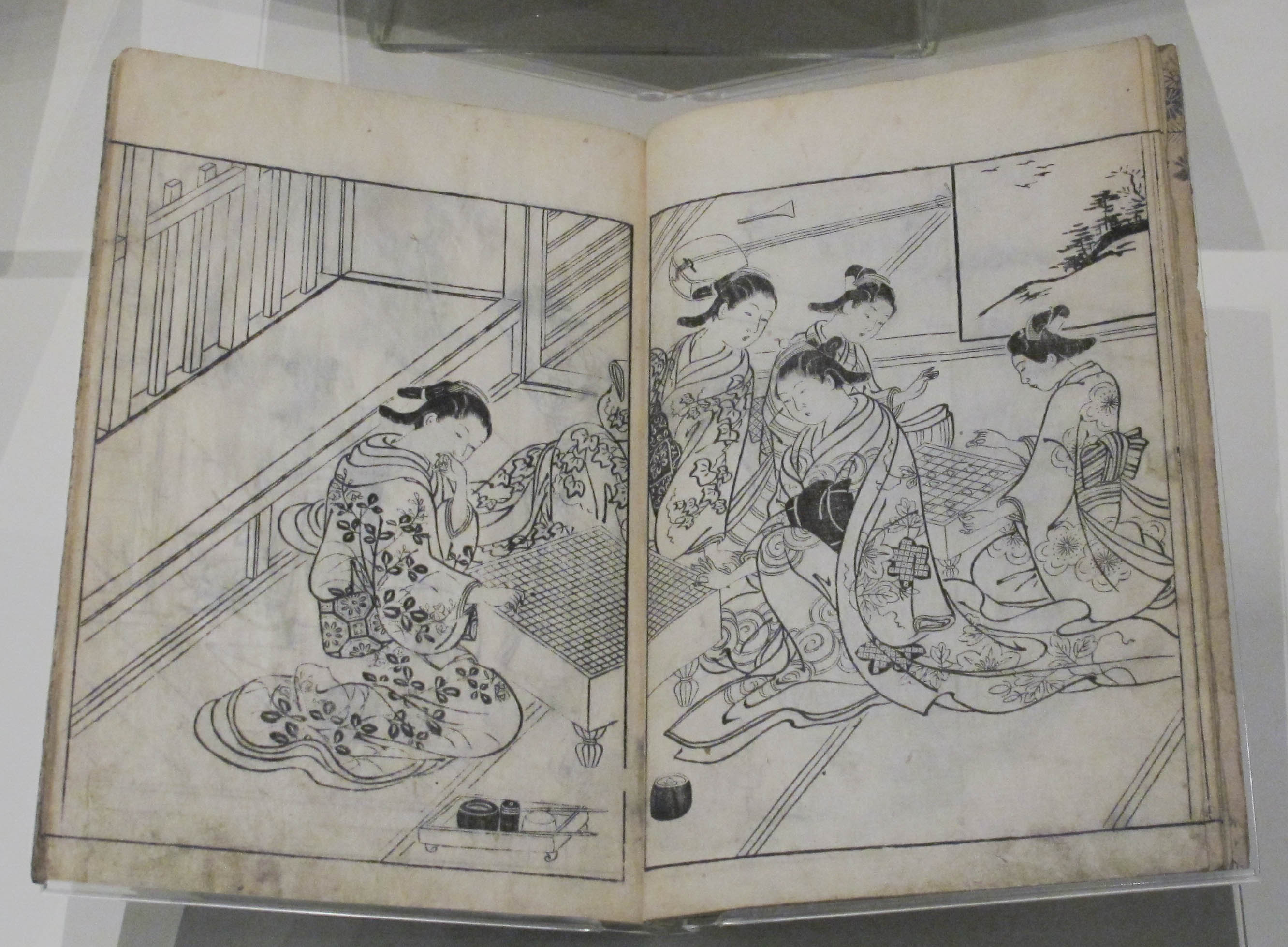
Courtisanes s’amusant au jeu de Go, du Livre illustré de Tamakazura. 1736[N 9].Victoria & Albert Museum
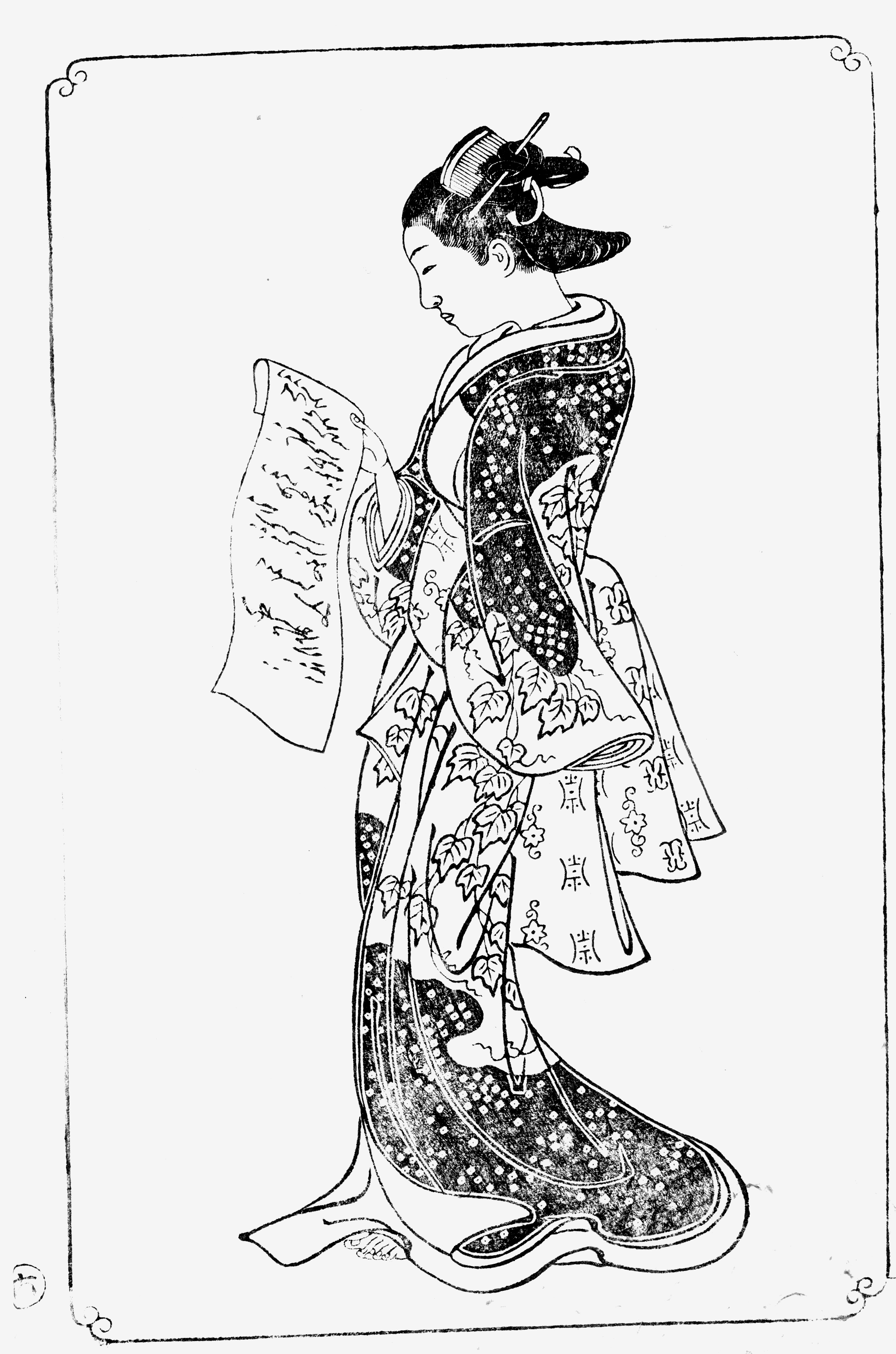
Ehon Asakayama (Livre illustré du Mont Asaka). 13e page. Gravure sur bois, 26 × 18,4 cm. 1739.
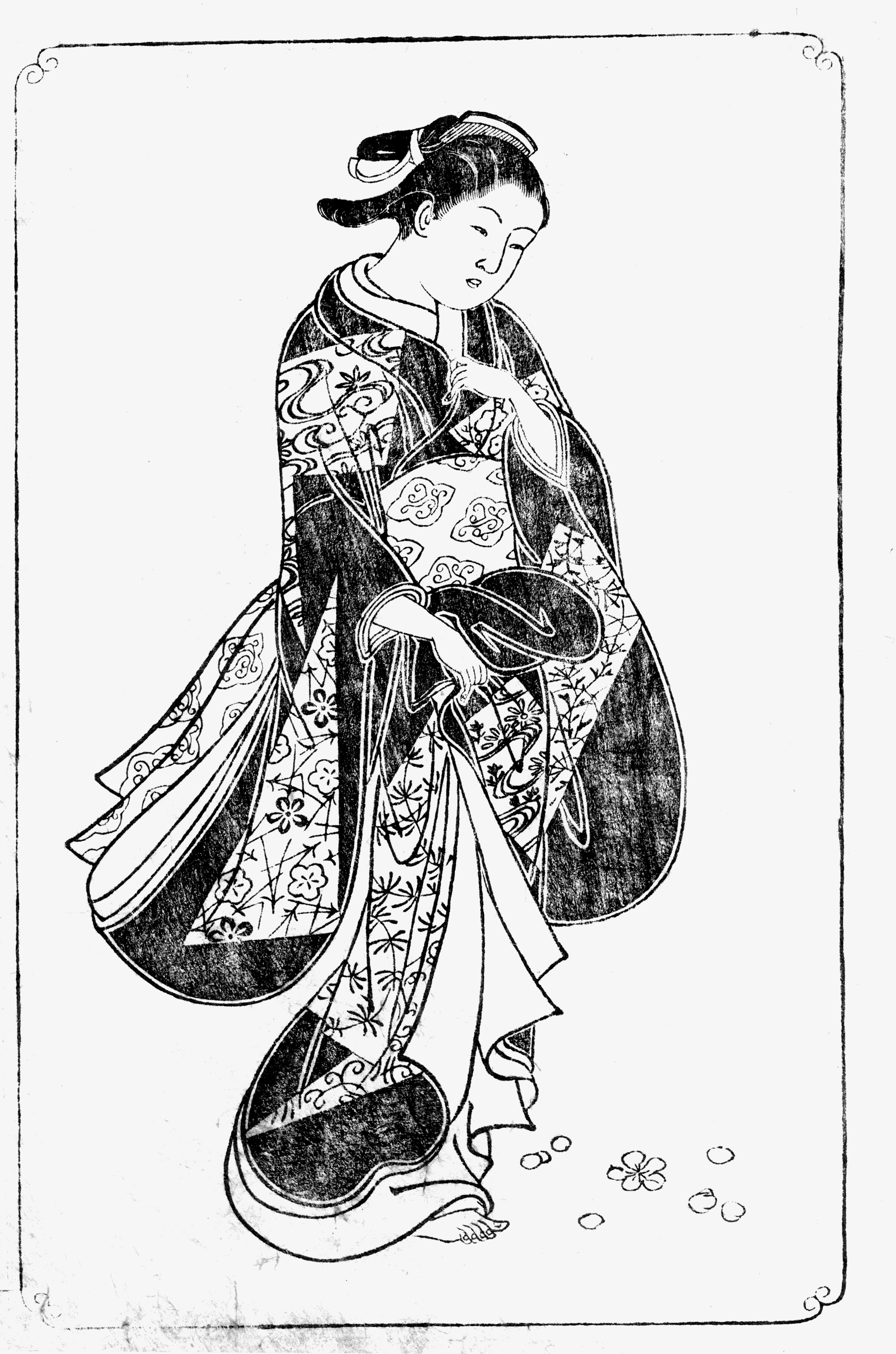
Douzième page de Ehon Asakayama, première édition, 1739.